# Piz Tgietschen
Piz Tgietschen (tyska: Oberalpstock) är en bergstopp i Schweiz.   Den ligger i kantonen Uri, i den centrala delen av landet, 100 km öster om huvudstaden Bern. Toppen på Piz Tgietschen är 3 327 meter över havet, eller 696 meter över den omgivande terrängen. Bredden vid basen är 7,0 km.
Terrängen runt Piz Tgietschen är huvudsakligen mycket bergig. Närmaste större samhälle är Erstfeld, 12,4 km nordväst om Piz Tgietschen. 
I omgivningarna runt Piz Tgietschen växer i huvudsak blandskog. Runt Piz Tgietschen är det mycket glesbefolkat, med 3 invånare per kvadratkilometer.